# 演出空間仮設電気設備指針
演出空間仮設電気設備指針（えんしゅつくうかんかせつでんきせつびししん）とは、「演出空間」においてもっぱら一時的に使用する移動電気設備に関する民間指針。
劇場等演出空間電気設備指針に含まれないものを包含する。電気設備技術基準の解釈第172条【特殊な配線等の施設】第2項等の更に具体的な指針となっている。
なお、この指針における「仮設」の用語は、電気関係一般で使われる「本設」に対する意味では無く、「常設」に対しての意味で用いられている。
この指針内で、IEC 60364で用いられる「TT接地方式」「TN-S接地方式」の用語が用いられているが、この指針であげられている「TN-S接地方式」はIEC 60364の規定を満たしておらず、単に内線規程1350-12の「接地工事の兼用」をさしている。
つまり、規格体系としては、純然たる（第218,219条を除く）電技解釈 - 内線規程の系列であり、明示されていない点については、内線規程を適用する必要がある。
この指針は基本的には、「仮設」設備についての指針であるが、明示的にあげられている常設設備としての持込機器電源盤についての記述のみならず、電圧降下の評価等、常設設備においても適用される点が含まれており、常設設備についてもこの指針を参照する必要がある。
この指針には誤記が多く正誤表が公表されている。
特徴として、通常「軽微な工事」を除き電気工事士でなくては電気工事ができないところを、この指針においては、無資格者が作業を行っている現状を考慮して、接続をすべて差込接続器によることにより、無資格者による「工事」を可能にしていることがあげられる。
この指針中、持込機器電源盤については、劇場等演出空間の設備であるが、詳細はこちらに規定されている。以下に詳述する。

## 持込機器電源盤
持込機器電源盤とは、施設電源の場合、仮設電気設備に電力を供給するために、劇場、ホール等の施設側で設備された電源盤をいう（演出空間仮設電気設備指針0.3.9）。仮設電源盤ということも多いが、この言葉は演出空間仮設電気設備指針では別の意味で用いている。なお、臨時配線による仮設電源に関しては、施設側電気工事による持込機器電源盤の臨時設置とみなし、以下に準じて扱う。
JIS C 8480等の分電盤の一般的な規程のほか、以下のような特別な事項がある。
- 出力点は差込接続器であること（具体的な差込接続器については配線用差込接続器#演出空間で用いられる差込接続器を参照）
  - これは、演出空間仮設電気設備の接続はすべて差込接続器によるものとされているため。
  - なお、現状は出力点がボルト、ナットによる接続端子になっている場合が多いが、この場合でも施設電気管理者の管理下で、仮設電気設備との接続点となる差込接続器に配線されなければならない。ただし、その工事は仮設電気設備の電気工事士によることもできる。
- 以下の電源方式が望ましい（電圧は持込機器電源盤の送電端電圧）
  - 舞台照明設備、舞台音響設備
    - 三相4線 105/182V（100V機器用）
    - 単相3線 105/210V（200V、100V機器用）、または三相4線 121/210V（200V機器用）

  - 舞台機構設備
    - 三相3線 210V
      - 各電源には接地線を付属し、（信号用を除いて）電源ケーブルと同等太さの接地線ケーブルが接続できる差込接続器を付属すること。
      - 300Aを一つの上限とし、300Aで不足する場合には300Aを複数組用意する。
- 配線等の色別は規定の識別標識によること
  - 具体的規定は記事「識別標識」を参照
- 漏電警報装置を設置することが望ましい
- 接地
  1. 仮設電気設備、仮設電源（電源車等）、移動変圧器の機器用接地
  2. 仮設電源、移動変圧器の中性点接地
  3. 信号用接地

  - 上記設備があり、おのおの独立した接地とすることが望ましい（ただし、演出空間仮設電気設備指針では、主に共用1極とした例が挙げられている）。
  - 音響電源については、接地線と中性線との間の電位差は0Vが望ましく、5V以下でなくてはならない。
  - 施設設備、仮設設備をあわせてみたとき、グラウンドループを形成しないようにすること（1点接地とすること）。
- 系統
  - 少なくとも音響電源は、別バンクにする、ノイズカットトランスを入れるなどして、他系統と分離しなければならない。音響信号用接地も独立していなければならない。
  - 劇場等演出空間においては、持込照明機器電源は施設舞台照明電源から、持込音響機器電源は施設舞台音響電源から、持込機構機器電源は施設舞台機構電源から分岐する。接地についても同様とする。このとき、持込機器電源盤への幹線は、施設用幹線とは別系統とする。
  - なお、施設舞台照明用電源が三相4線 105/182Vの場合、200V機器に供給するため単相3線 105/210Vまたは三相4線 121/210Vを別途施設する必要が有る[3]。

## 注・出典
1. ↑  日本電気技術規格委員会規格 JESC E 0020(2006)／出版（社）電気設備学会 IEIEJ-G-0005(2005)
2. ↑  “電気工事士法施行令（昭和三十五年政令第二百六十号）第一条:軽微な工事”. e-Gov法令検索.   総務省行政管理局. 2020年1月25日閲覧。
3. ↑  三相3線 210V（対地電圧が150Vを超えるもの）を照明電源に使用してはならない（対地電圧の制限 : 電技解釈143条3項、同185条1項、劇場等演出空間電気設備指針2.2.2 (1) ①、演出空間仮設電気設備指針2.2.2①）